# ملعب دو فورت كاري
ملعب دو فورت كاري (بالإنجليزية: Stade du Fort Carré)‏ هو ملعب كرة قدم متعدد الأغراض يقع في فرنسا، يتسع لـ 7000 متفرج.

## أهم الأحداث التي استضافها
- كأس العالم لكرة القدم 1938

1. 1 2 3 4 5 6 7  مذكور في: recensement des équipements sportifs, espaces et sites de pratiques en France. آخر تحديث: 16 أكتوبر 2016. لغة العمل أو لغة الاسم: الفرنسية. المُؤَلِّف: وزارة الرياضة (فرنسا).
2. ↑  وصلة مرجع: https://www.nicematin.com/football/retour-sur-les-grandes-dates-du-football-club-dantibes-qui-fete-son-demi-siecle-42672#.
3. ↑  وصلة مرجع: http://www.pari-et-gagne.com/antibes.html#stade.